# Smile Pinki
Smile Pinki est un film documentaire américain réalisé par Megan Mylan et sorti en 2008.
Il a remporté l'Oscar du meilleur court métrage documentaire en 2009.

## Synopsis
Le documentaire raconte l'histoire d'une petite fille pauvre en Inde rurale, dont la vie est transformée lorsqu'elle est opérée d'une malformation à la lèvre supérieure.

## Fiche technique
- Réalisation : Megan Mylan
- Production : Megan Mylan
- Musique : R. Prasanna
- Montage : Purcell Carson
- Durée : 39 minutes
- Date de sortie : 17 juin 2008

## Récompenses et nominations
- Oscar du meilleur court métrage documentaire[2] lors de la 81e cérémonie des Oscars
- Nommé à l'International Documentary Association en 2008
- Nommé aux News & Documentary Emmy Awards en 2010